# باگت
باگت (فرانسوی: Baguette) نان باریک پهن فرانسوی است که معمولاً با استفاده از خمیر پایه نازک (خمیر، هرچند بدون شکل، توسط قانون فرانسه تعریف شده) پخته می‌شود. پهنای آن و پوسته ترد آن نیز قابل تشخیص است.
یک نان باگت استاندارد قطری در حدود ۵ یا ۶ سانتی‌متر دارد (۲ یا ۲⅓ اینچ) دارد و معمولاً طول آن در حدود ۳۵ سانتی‌متر (۲۴ اینچ) است؛ با اینکه می‌تواند طولی در حدود ۱ متر (۳۹ اینچ) داشته‌باشد.
از آنجا که نان باگت از آرد بیخته شده (بدون سبوس) پخته می‌شود، سفید و خوش‌طعم است. گاه این نوع نان را نیم‌پز به بازار عرضه می‌کنند و برای پُخت کامل، باید آن را ۱۰ تا ۱۲ دقیقه در دمای بین ۱۸۰ تا ۲۰۰ درجه‌ی سانتی‌گراد (در فر یا تنور) نهاد.

## پیوند به‌بیرون
- دربارهٔ نان باگت - تحقیقی دربارهٔ نان باگت اصیل فرانسوی